# Theodoros Kolokotronis
Theodoros Kolokotronis (tiếng Hy Lạp: Θεόδωρος Κολοκοτρώνης) (3 tháng 4 năm 1770 – 4 tháng 2 năm 1843) la một Thống chế Hy Lạp và là một trong những lãnh đạo của cuộc Chiến tranh giành độc lập Hy Lạp chống lại Đế quốc Ottoman.
Thành tích lớn nhất của Kolokotronis là đánh bại quân đội Ottoman do Mahmud Dramali Pasha chỉ huy tại Trận Dervenakia vào năm 1822. Năm 1825, ông được bổ nhiệm làm tổng tư lệnh lực lượng Hy Lạp ở Peloponnese. Ngày nay Kolokotronis là một trong những nhân vật đáng kính trọng nhất của chiến tranh giành độc lập.